# Алзамай
Алзамай (рос. Алзамай) — місто в Російській Федерації, належить до Нижньоудинського району Іркутської області.